# Rusland op het Junior Eurovisiesongfestival 2013
Rusland nam deel aan het Junior Eurovisiesongfestival 2013 in Kiev, Oekraïne. Het was de negende deelname van het land op het Junior Eurovisiesongfestival. De selectie verliep via een nationale finale. Rusland 1 was verantwoordelijk voor de Russische bijdrage voor de editie van 2013.

## Selectieprocedure
Reeds enkele weken na afloop van het Junior Eurovisiesongfestival 2012 gaf de Russische nationale omroep te kennen te zullen deelnemen aan de elfde editie van het Junior Eurovisiesongfestival. De selectieprocedure volgde grotendeels hetzelfde stramien als in 2011 en in 2012. Geïnteresseerden kregen tot april de tijd zich kandidaat te stellen bij hun regionale omroep. Elke regionale omroep kon maximum vijf artiesten voordragen voor de nationale finale bij Rusland 1. Het lied dat gezongen werd door de kandidaten, moest nog niet het lied zijn waarmee ze wilden meedingen naar het ticket voor Kiev.
Begin mei beluisterde een vakjury alle inzendingen en selecteerde vervolgens 39 halvefinalisten. Op 27 mei volgde een halve finale achter gesloten deuren, waar achttien finalisten werden gekozen. Deze achttien kandidaten mochten op zondag 2 juni deelnemen aan de nationale finale, waarin de winnaar bepaald werd door een mix van stemmen via sms en telefoon. Uiteindelijk ging Diana Kirillova, die een jaar eerder nog op de tweede plek was gestrand, met de zegepalm aan de haal. Zij mocht aldus Rusland vertegenwoordigen op het Junior Eurovisiesongfestival 2013.

## Natsionalnij Otbor 2013
| Plaats | Artiest                   | Lied                  | Punten |
| ------ | ------------------------- | --------------------- | ------ |
| 1      | Dajana Kirillova          | Metsjtai              | 12,19  |
| 2      | Elizaveta Puris           | Novij den             | 10,22  |
| 3      | Sofija Fisenko            | Lutsjsjije droezja    | 9,20   |
| 4      | Valerija Erosjenko        | Nebo v notsji         | 8,26   |
| 5      | Angelina Kolesnikova      | Ryzjaja               | 7,08   |
| 6      | 4EVER                     | Prosto drug           | 6,63   |
| 7      | Oeljana Koeznetsova       | Devotsjka-prazdnik    | 6,06   |
| 8      | Larisa Grigorjeva         | Babotsjka             | 5,91   |
| 9      | Anastasija Egorkina       | Muzyka                | 5,74   |
| 10     | Diana Soldysjeva          | Polovinki             | 5,60   |
| 11     | Duet Droezjnie-Sestrjonki | Oetki pojoet          | 4,90   |
| 12     | Ksenija Moelina           | Vysje noelja          | 3,73   |
| 13     | Anastasija Zoejeva        | Metsjta               | 3,40   |
| 14     | Anna Muzafarova           | Na oblakah            | 2,99   |
| 15     | Vanessa Bezrodnaja        | Dinamit               | 2,59   |
| 16     | Alisa Sementina           | Raspachnjom my krylja | 1,98   |
| 17     | Vjatsjeslav Kvasov        | Tantsoej pod loenoj   | 1,91   |
| 18     | Arina Bagarjakova         | Choedozjnik           | 1,62   |

## In Kiev
Rusland trad in Oekraïne op als laatste land. Kirillova eindigde op de vierde plaats.